# Петер Алтенберг
Петер Алтенберг (на немски: Peter Altenberg) е артистичното име на Рихард Енглендер, австрийски писател и поет, роден и починал във Виена – най-яркият представител на австрийския литературен импресионизъм, сецесиона или Ар нуво, майстор на гротеската и лиричния афоризъм.

## Живот
Петер Алтенберг израства в заможно еврейско семейство. Следва, без да завърши, във Виена и Грац. Сменя различни учебни заведения и професии, сред които право и медицина, преди в крайна сметка да се установи трайно във Виена през 80-те години на ХІХ век и да се посвети на литературата. За кратко изучава и работата на книжар. Остава без професия и доходи, като разчита единствено на бързо топящото се фамилно имущество. Страда от трайни болки в гръбначния стълб, породени от неизяснена венерическа болест. На това се дължат неговата раздразнителност, меланхолия и страх от смъртта. Освен с кратките си прозаични опуси, той е известен с екстравагантното си облекло, със странното си държание, декадентската предизвикателност, възгледите си за красотата, радостите от живота, наркотиците, проституцията и др., които го превръщат в една от атракциите на града.

## Виена иFin-de-siècle
През 1896 г. Петер Алтенберг публикува първата си книга, „Как аз виждам“, съставена от кратки текстове с наблюдения от всекидневието, скици от натура, „любовни обяснения“ към красотата на отминаващия ден, парадоксални размишления за морала, достойнствата на жените и удоволствията на съзерцанието. Алтенберг описва хора от различни обществени прослойки, видени от неочаквана, „примитивна“ гледна точка. Книгата има голям успех сред виенската читателска публика, прави го за една нощ знаменитост, но не му донася материално благополучие. Писателят живее в постоянен недоимък и се издържа от дарения и случайни доходи. Води бохемски живот, като обитава предимно виенските литературни кафенета. Прочути са неговите провокации към „добрия вкус“ на виенското висше общество, среднощните му декламации из улиците на стара Виена и хлопотът на дървените му сандали, които той носи на бос крак от ранна пролет до късна есен.
През 1900 г. Алтенберг напуска еврейската религиозна общност и едва през 1910 г. приема християнството. Негов траен поддръжник става виенският писател и виден критик Карл Краус.
Алтенберг е пациент на редица санаториуми за душевно болни, злоупотребява с медикаменти и сънотворни и завършва живота си в неизлечим алкохолизъм, като заклет почитател на женската красота.

## Творчество
Петер Алтенберг започва късно творческия си път. Откриват го във виенското „Café Central“ вече утвърдените писатели Артур Шницлер и Хуго фон Хофманстал.
Наричат Петер Алтенберг „Виенския Диоген“, понеже и той като древния гръцки философ търси човека в човека, дири го в подмолите на душата и съзнанието, които осветява с фенера на своето искрящо остроумие. „Искам да опиша един човек в едно изречение, едно душевно изживяване – на една страница, един пейзаж – с една дума.“ Алтенберг е поет в прозата и с това си създава прочути ученици и последователи – Алфред Полгар, Курт Тухолски, Ерих Кестнер. На гротескна изобразителност и психологическа проницателност се е учил от Алтенберг и Франц Кафка.
Сравняват Петер Алтенберг с Ханс Кристиан Андерсен поради мекотата и приказността на неговите разкази, поради дълбокото усещане за абсурда на съществуването и величието на любовта и изкуството.
Творчеството на Алтенберг се състои главно от прозаични късове и иронични моментни зарисовки. Важна роля в него играят сетивните впечатления – цветове, ухания, настроения. Текстовете му, събрани в 14 тома, носят характерни за него заглавия като „Как аз виждам“ (1896), „Ashantee“ (1897), „Какво ми носи денят“ (1901), „Приказките на живота“ (1908), „Земеринг“ (1912/1919), „Vita ipsa“ (1918), „Залезът на живота ми“ (1919).
Литературно-естетическите разбирания на Алтенберг се раждат по време на разцвета на модернизма и в тях личат също влиянията на символизма и декадентството. Той се стреми да използва ясен, по-скоро ежедневен език, който обаче е натоварен с богат подтекст. Неговите символи и алегории са определени от характерния за времето стремеж към една недостижима реалност, по-красива от тукашния и сегашен свят. Проявяват се също желанието на твореца да се улови мигът, да се събере разпокъсаното и забързано време, да се предадат мимолетните усещания и да се изпита възможно най-голяма наслада, като в същото време се проявяват скептицизмът и секуларното мислене.
Друга характерна черта за творчеството му е типичния за времето експериментален характер на образите, сюжетите и на самия им прозаичен жанр. Те имат хибриден характер, тъй като са разположени на границата между поезията и прозата, и са познати с различни имена: разкази, скици, студии, импресии, стихотворения в проза, очерци, анекдоти и афоризми.
В пластичната им форма, своеобразната пунктуация и ритмичния език, наситен с ирония, личи също особеният синкретизъм на изкуствата, характерен за епохата, когато изискванията и нормите за различните изкуства (скулптура, рисуване, музика и литература) се застъпват. Орнаменталното звучене и неговата барокова свежест могат да се свържат с влиянието на движения като импресионизма и сецесиона. Донякъде под въздействието на определящите за времето философски идеи на Артур Шопенхауер и Фридрих Ницше в тях се прави опит за изграждането на нова „философия на живота“.
В проблематиката, засегната от писателя, са включени широк кръг от традиционни теми, сред които са невинността, преходността, лицемерието, любовта, красотата и лудостта. Към тях обаче се прибавят модернистични мотиви като скуката, прагматизма, материализма и нуждата от решителни социални преобразувания. Също така в тези своеобразно композирани опуси започват да се разглеждат съвременният морал, изкуството, естетиката и отношението към новото.

## Петер Алтенберг в България
За българската литературна публика от времето след Първата световна война съзерцателното творчество на виенския бохем придобива особено очарование. В годината на смъртта му (1919) в София е публикувана книгата му „На брега на езерото“, а на следващата година – неговите „Разкази“. В предговора към тази малка книга, издадена от почитатели на Петер Алтенберг в България, Александър Дзивгов пише: „Алтенберг страда заради своята уединеност, но в същото време се възхищава от нея, защото и в нея вижда своеобразно, но ярко отразена художническа завършеност. Късове от дивна скулптура са неговите фрагменти, от които творческото въображение на съзерцателя може да създаде съвършена статуя. Алтенберг не поднася нищо готово на читателя, той само му предава внушения и тласък за една интензивна вътрешна дейност у него...“

## Влияние
Още в началото на своята литературна кариера Алтенберг се сприятелява с изкуствоведа историк Ерих Фридел и писателите от „Млада Виена“ (Jung Wien), сред които са Карл Краус, Алфред Полгар и Артур Шницлер и техните философско-естетически идеи взаимно се обогатяват. В близкото му обкръжение впоследствие остават Хуго фон Хофманстал и художникът Густав Климт. Увлечението по малкото, дребното и незабележимото го свързва също с литератори като Валтер Бенямин и Роберт Валзер. Алтенберг успява да си спечели признанието и уважението също на изтъкнатите свои съвременници Райнер Мария Рилке, Херман Бар и Роберт Музил, а за него с възхищение говорят също немскоезичните писатели Франц Кафка, Теодор Адорно и Томас Ман.
Въпреки че през 1914 г. редом с Артур Шницлер е номиниран за Нобелова награда, творбите му никога не му донасят значителни приходи, той живее в крайна бедност и е постоянно зависим от подаянията на приятелите си.
По текстове на Петер Алтенберг композират музика Албан Берг и Ханс Айслер.

## Литературен псевдоним
Псевдонимът на писателя е дълбоко свързан с паметта и носталгията. Той приема за свое фамилно име това на селцето Алтенберг близо до Виена. Първото име „Петер“ е прозвището на тринайсетгодишното момиче Берта Лехер, което живеело там и в което той бил влюбен като малък, когато семейството му идвало, за да прекара своята ваканция там. Освен жест към мястото, където се срещали, във въпросното прекръстване някои изследователи откриват символичното свързване с незабележимите, потиснатите, забравените хора – най-вече жените и децата.